# Drávaollár
Drávaollár (horvátul: Vularija) falu Horvátországban Muraköz megyében. Közigazgatásilag Drávadióshoz tartozik.

## Fekvése
Csáktornyától 7 km-re délkeletre a Dráva bal partján fekszik.

## Története
A csáktornyai uradalom része volt, mely 1546-ban I. Ferdinánd király adományából a Zrínyieké lett. Miután Zrínyi Pétert 1671-ben felségárulás vádjával halálra ítélték és kivégezték minden birtokát elkobozták, így a birtok a kincstáré lett.  
1715-ben III. Károly a Muraközzel együtt gróf Csikulin Jánosnak adta zálogba, az ez évi adóösszeírásban a falu már szerepel négy adózóval. A király 1719-ben szolgálatai jutalmául elajándékozta Althan Mihály János cseh nemesnek. 1791-ben gróf Festetics György vásárolta meg és ezután 132 évig a tolnai Festeticsek birtoka volt.
Vályi András szerint " VULLARIA. Vullozia, vagy Vallaria. Horvát falu Szala Várm. földes Ura Gr. Álthán Uraság, lakosai katolikusok, fekszik Szoboticzának szomszédságában, és annak filiája; határja középszerű. . " 
1857-ben 203 lakost számláltak a településen. 1861-ben a közigazgatás átszervezése során Drávadiós községhez csatolták.1910-ben 382, túlnyomórészt horvát lakosa volt. 1920 előtt Zala vármegye Perlaki járásához tartozott, majd a délszláv állam része lett. 1941 és 1945 között ismét Magyarországhoz tartozott. A háború után közigazgatásilag Csáktornyához és Kisszabadkához is tartozott. 1997-óta újra Drávadiós község része. 2001-ben 412 lakosa volt.

## Nevezetességei
Szent Flórián-kápolna.